# Abbas Mortada
Abbas Mortada (arabisch عباس مرتضى, DMG ʿAbbās Murtaḍā; * 6. März 1981) ist ein libanesischer Politiker. Von Januar bis August 2020 war er Minister für Landwirtschaft und Kultur im Kabinett Diab.

## Leben und Wirken
Abbas Mortada studierte Rechtswissenschaften an der Islamischen Universität im Libanon (2004–2007), anschließend Geschichte an der Libanesischen Internationalen Universität (2010–2013) und schloss seine Studien mit dem Master in Geschichte an der libanesischen Universität in Beirut ab. Dabei untersuchte er insbesondere die Entwicklung der Währungsverhältnisse im Libanon und ihre sozialen und steuerlichen Auswirkungen zwischen 1939 und 1949. Mortada ist 2019/20  Doktorand in Geschichte und hat eine Dissertation mit dem Titel Herausforderungen in den ägyptisch-britischen Beziehungen an der Beirut Arab University geschrieben. Darüber hinaus ist Mortada Mitglied der nationalen Behörde für den Schutz des Litani sowie des Schutzkomitees der Orontes (Nahr el-Assi) und Direktor des Büros des Vereins Irshad in der Bekaa-Ebene.
Von 2015 bis 2019 war er General Manager des al-Khayal Hotels (oder des Cavalier in der Bekaa-Ebene) sowie General Manager des Immobilienunternehmens al-Khayal. Er ist mit Roula Hamiyé verheiratet und hat zwei Kinder. Am 21. Januar 2020 wurde er, als Vertreter der schiitischen Bevölkerungsgruppe und auf Vorschlag der Amal-Bewegung zum Minister für Landwirtschaft und Kultur im Kabinett von Hassan Diab ernannt.
Nach dem Rücktritt von Hassan Diab als Ministerpräsident am 10. August 2020 blieb der Minister bis zur Bildung eines neuen Kabinetts geschäftsführend im Amt.